# 아부 함무 1세
아부 함무 1세(Abu Hammu I, ? ~ 1318년), 무사 이븐 아비 사이드 아스만 이븐 야그무라산(Musa ibn Abī Saʿīd ʿUt̲h̲mān ibn Yag̲h̲murāsan)은 틸림산 왕국 자이얀 왕조의 제4대 술탄(재위: 1308년 ~ 1318년)이다.

## 생애
1308년, 그의 형인 아부 자이얀 1세의 뒤를 이어 술탄으로 즉위하였다.
1318년, 그의 아들인 아부 타슈핀 1세가 그를 암살한 뒤 즉위하였다.